# NÖLB 202
Die NÖLB 202 war eine Dampflokomotivreihe der Niederösterreichischen Landesbahnen (NÖLB) und entsprach weitgehend der kkStB-Reihe 299.

## Geschichte
Bei diesen Maschinen handelt es sich um Tenderlokomotiven für den Einsatz auf Nebenbahnen und wurden von Karl Gölsdorf konstruiert. Sie war als Heißdampflokomotive als Verbesserung gegenüber der Vorgängerbaureihe 102 (kkStB 199) gedacht, drei Stück davon beschaffte die NÖLB als Reihe 202 für die 1909 eröffnete Lokalbahn Retz–Drosendorf. Im Gegensatz zu den weitestgehend baugleichen kkStB Maschinen besaßen die NÖLB 202er jedoch eine herkömmliche Heusinger-Steuerung statt der Winkelhebelsteuerung. Doch wurden die Erwartungen der NÖLB nicht ganz erfüllt, sodass in der Folge weitere 102er angeschafft wurden.
Die drei Lokomotiven wurden nach Übernahme durch die BBÖ als 399.01–03 bezeichnet, bei der Deutschen Reichsbahn als 98.1401–1403. Zur ÖBB kamen 1953 nur mehr zwei Maschinen (nun als 191.02–03 bezeichnet); beide Lokomotiven wurden am 8. Juli 1960 ausgemustert.